# Vladimir Sjerstjuk
Vladimir Sjerstjuk (Russisch: Владимир Шерстюк) (22 april 1986) is een Kazachs schaatser.

## Persoonlijk records
| Afstand      | Tijd     | Datum            | Baan           |
| ------------ | -------- | ---------------- | -------------- |
| 500 meter    | 36,15    | 16 november 2007 | Calgary        |
| 1000 meter   | 1.11,24  | 11 november 2007 | Salt Lake City |
| 1500 meter   | 1.54,08  | 11 maart 2005    | Calgary        |
| 3000 meter   | 4.00,34  | 10 maart 2005    | Calgary        |
| 5000 meter   | 7.09,35  | 11 maart 2005    | Calgary        |
| 10.000 meter | 17.10,74 | 30 januari 2004  | Medeo          |

## Resultaten
| Jaar | WK Sprint | WK Junioren |
| ---- | --------- | ----------- |
| 2005 |           | NC26        |
| 2006 | 44e       |             |
| 2007 | 28e       |             |
| 2008 |           |             |
| 2009 | NC27      |             |

NC# = niet gekwalificeerd voor de laatste afstand, maar wel geklasseerd in de eindrangschikking